# افشین اسماعیل‌زاده
افشین اسماعیل‌زاده (زاده ۱ اردیبهشت ۱۳۷۱) بازیکن فوتبال اهل ایران است.
وی سابقه عضویت در تیم‌های داماش گیلان، گهر دورود، پرسپولیس، بیرامار، مس کرمان، گیتی پسند، سومقاییت، استقلال جنوب، دارایی تهران و شهدای رزکان کرج را دارد. او سابقه بازی در جام جهانی نوجوانان در نیجریه را دارد.